# 阿卜杜勒-伊拉·本·基兰
阿卜杜勒-伊拉·本·基兰（阿拉伯语：‎； 1954年4月8日—），或译阿卜德里拉赫·本基拉纳，是一名摩洛哥政治家，2008年7月20日他接替薩杜丁·歐斯曼尼担任正义与发展党领导人。由于该党在2011年11月25日的国会选举中成为第一大党，因此随后就任摩洛哥首相。
他自1997年11月14日至今一直担任代表塞拉选区的国会议员。他是个温和的伊斯兰主义者。